# エリック・ハッチンソン
エリック・ハッチンソン（Eric Hutchinson、1980年9月8日 - ）は、アメリカ合衆国の男性シンガーソングライター。

## 概要
代表曲に「Rock & Roll」「OK, It’s Alright with Me」「Not There Yet」などがある。また、2008年にリリースされたアルバムである、「Sounds Like This」はビルボード誌トップ・ヒートシーカーズで1位を獲得した。

## 来歴

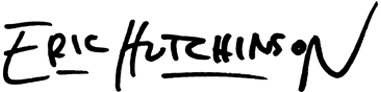
エリック・ハッチンソンのサイン

1980年9月8日、スコットランド系の父とドイツ系の母のもとにワシントンD.C.に生まれ、メリーランド州のタコマパーク で育つ。モンゴメリー・ブレア高校の Communication Arts Programに参加したのち、ボストンのエマーソン大学に入学、その4年後にロサンゼルスへと移住した。1995年頃からギターを始め、のちにピアノもレパートリーに加えた。
1. 1 2  “Eric Hutchinson music, videos, stats, and photos” (英語). Last.fm (2025年2月2日). 2025年8月3日閲覧。
2. ↑  “Eric Hutchinson / エリック・ハッチンソン「Sounds Like This / サウンズ・ライク・ディス」 | Warner Music Japan”. ワーナーミュージック・ジャパン | Warner Music Japan. 2025年8月8日閲覧。
3. ↑  “Band Notes: Eric Hutchinson - Washingtonian” (英語) (2012年5月4日). 2025年8月8日閲覧。